# Teresa Weatherspoon
Teresa Gaye Weatherspoon (Pineland, 8 dicembre 1965) è un'allenatrice di pallacanestro, dirigente sportivo ed ex cestista statunitense.

## Carriera
Iniziò la carriera cestistica a livello di college con la Louisiana Tech. Nel 1997 venne ingaggiata dalla franchigia WNBA di New York Liberty, dove rimase per sei stagioni. Nel 2003 non venne riconfermata e passò quindi alle Los Angeles Sparks. Dopo la stagione con le Sparks si ritirò.
Nel 2007 iniziò la carriera da allenatrice.

## Palmarès
- Campionessa NCAA (1988)
- 2 volte WNBA Defensive Player of the Year Award (1997, 1998)
- 4 volte All-WNBA Second Team (1997, 1998, 1999, 2000)
- Miglior passatrice NBA (1997)
- 2 volte migliore nelle palle rubate WNBA (1997, 1998)